# بوچلاتی
بوچلاتی (انگلیسی: Buccellati) شرکت کالای لوکس ایتالیایی جواهرسازی و ساعت‌سازی است. این شرکت در سال ۱۹۱۹ میلادی توسط ماریو بوچلاتی در میلان تأسیس شد.

## تاریخچه
در سال ۱۹۱۹ میلادی، ماریو بوچلاتی اولین شرکت خود را تأسیس کرد و پس از افتتاح فروشگاه‌هایی در میلان، رم و فلورانس، توسعه کسب‌وکار بین‌المللی خود را با افتتاح فروشگاه جدیدی در خیابان پنجم، نیویورک در سال ۱۹۵۴ و فروشگاه دیگری در خیابان ورت در پالم بیچ، فلوریدا در سال ۱۹۵۸ آغاز کرد. در سال ۱۹۴۹، ماریو بوچلاتی از سوی پاپ پیوس دوازدهم مأمور شد تا یک نماد هنری برای پرنسس مارگارت بسازد که به یاد اولین بازدید یک عضو خانواده سلطنتی بریتانیا از واتیکان پس از چندین قرن بود. این اثر هنری باشکوه امروزه در موزه هنر چیانچانو در توسکانی به نمایش گذاشته شده است.